# Ménalo (mitología)
En la mitología griega, Ménalo era un hijo de Licaón, que dio su nombre a una ciudad fundada por él y a un monte en la Arcadia. Según Apolodoro Ménalo destacaba por su orgullo y su impiedad, como la mayoría de los licaónidas. Después de que Zeus hubiera convertido a su padre en lobo por hacer sacrificios humanos, Ménalo y sus hermanos se repartieron el reino de Arcadia. Pero sus fechorías llegaron a oídos de Zeus, que quiso comprobar por sí mismo si los rumores eran ciertos. Así, se transformó en un viejo mendigo o en un labrador y se alojó en la casa de los licaónidas. Varias señales advertían de la divinidad del huésped, por lo que Ménalo propuso a sus hermanos que asesinaran a un niño (o a su propio hermano Níctimo) y se lo sirvieran en la mesa, para probar así al dios. Este, que se dio en seguida cuenta del crimen, arrojó iracundo la sacrílega comida, prendió fuego al palacio donde se habían cometido tantos asesinatos y fulminó con su rayo a Ménalo y a sus hermanos, o los convirtió en lobos, según las versiones. Después resucitó a Níctimo y le entregó el trono de su padre.